# Dingleton
Dingleton (Sishen) este un oraș din Provincia Northern Cape, Africa de Sud.